# Arrecife Esperanza
El arrecife Esperanza (en inglés: Hope Reef) es un arrecife que forma parte de las islas Sebaldes, ubicadas al noroeste de las islas Malvinas.
La toponimia tradicional hispana la considera parte de las "islas Las Llaves". Esta distinción no existe en inglés entre los dos grupos de islas. Se localiza al este de la isla de los Arrecifes.